# 克谢尼娅·奇比索娃
克谢尼娅·爱德华多芙娜·奇比索娃（俄語：Ксения Эдуардовна Чибисова，1988年7月13日—），俄罗斯女子柔道运动员，2019年欧洲运动会女子78公斤以上级铜牌得主、2019年世界柔道锦标赛混合团体铜牌得主。